# Arthur Rollini
Arthur Rollini (13 février 1912 - 30 décembre 1993) est un saxophoniste ténor de jazz américain.
Bien qu'étant un bon saxophoniste ténor, Arthur Rollini a été largement éclipsé par les saxophonistes les plus en vue des années 1930.
Il est essentiellement connu pour son association avec Benny Goodman pendant l'ascension du clarinettiste vers la gloire, et pour son autobiographie Thirty Years with the Big Bands parue en 1987, qui est très bien cotée.

## Biographie

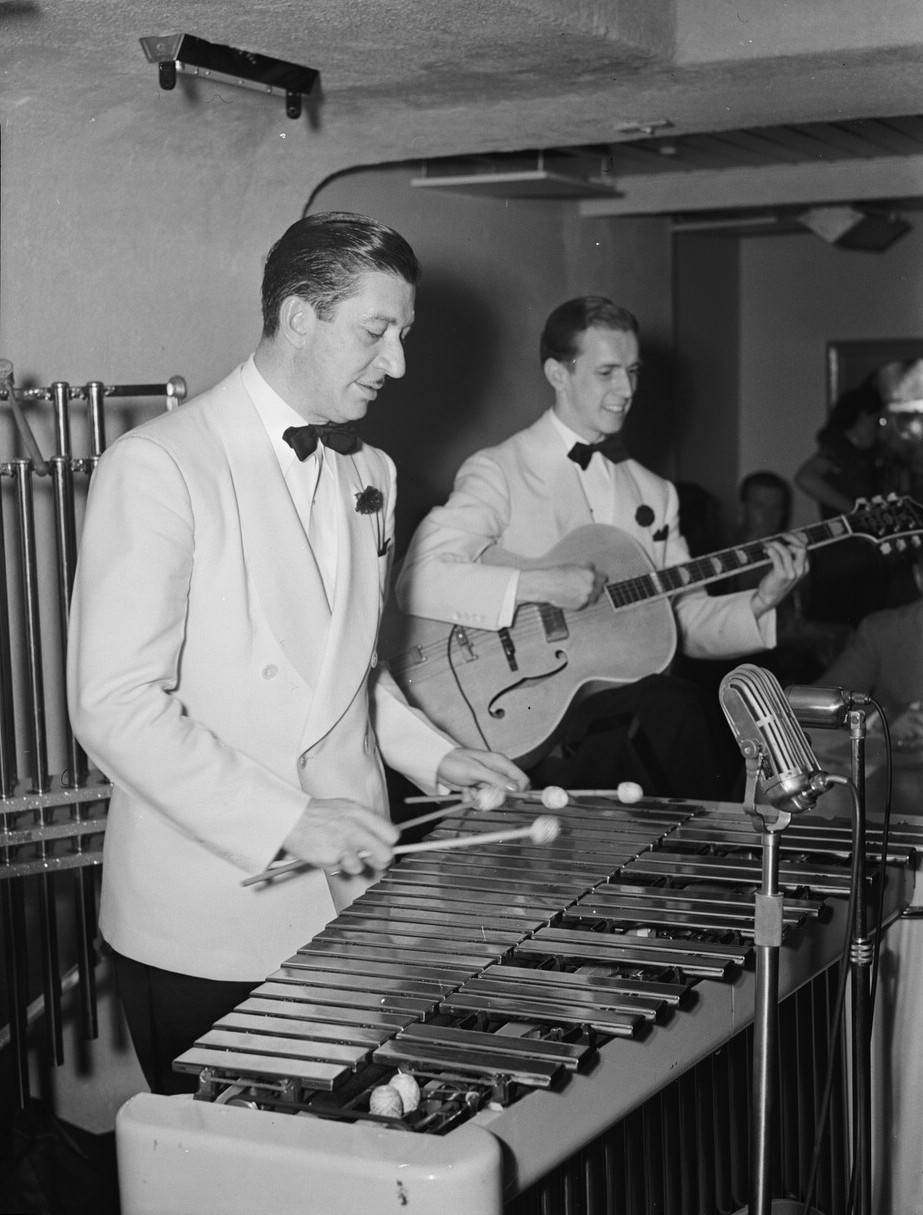
Le grand frère Adrian Rollini.

Arthur Francis Rollini est né à New York aux États-Unis le 13 février 1912 et est mort le 30 décembre 1993 à Ocala en Floride après une maladie de quatre mois,,.
Il est le petit frère du saxophoniste Adrian Rollini, spécialiste du saxophone basse, né en 1903, de huit ans son aîné,. Ses parents sont tous deux nés en Italie et se sont mariés en 1902.
Leur grand-père, Antoine Rollins, était un général français qui fut défait durant la guerre franco-allemande de 1870 et se réfugia en Italie, où il changea son nom en Antonio Rollini, épousa une Italienne et eut trois enfants, dont Ferdinando, le père d'Adrian et Arthur. 
Durant leur enfance, Arthur et Adrian vivent à Long Island City, un quartier de l'arrondissement du Queens à New York situé en vue du grand pont de Queensboro, que leur tante Lillian a inauguré en 1909 avec le maire de New York William Jay Gaynor. La famille s'installe ensuite en 1917 à Larchmont, un village côtier de l'État de New York.

## Carrière
Les débuts de la carrière d'Arthur Rollini (de 1925 à 1930) se font dans le sillage de son grand frère Adrian.
En 1925, le grand frère Adrian devient le leader des California Ramblers, un groupe de swing établi près de Pelham et du Bronx à New York, avec lequel il enregistre des centaines de morceaux pour les labels Perfect, Okeh, Edison, Golden Gate, Brunswick et Gennet,. Adrian réalise également de nombreux enregistrements avec des groupes plus petits appelés Little Ramblers, Varsity Eight, University Six, Birmingham babies et Goofus Five.
Au début de l'année 1927, Adrian quitte les California Ramblers et il est remplacé par Ed Kirkeby, son partenaire et manager. Durant l'été 1927, le petit frère Arthur prend à quelques occasions la place de troisième alto dans le groupe, alors qu'il n'a que 15 ans, faisant ainsi ses premiers pas sur la scène musicale de New York.
Pendant ce temps, Adrian se produit au New Yorker Club avec son All-Star band, qui comprend entre autres Bix Beiderbecke à la trompette, Frank Trumbauer au saxophone et Frank Signorelli au piano. Mais le club attire peu de clients et le groupe ne dure que deux mois.
Après cet échec, Adrian part en Angleterre en novembre 1927 pour rejoindre l'orchestre de Fred Elizalde à Londres. Toujours dans le sillage de son grand frère, Arthur passe la plus grande partie de l'année 1929 à Londres, où il joue avec l'orchestre de Fred Elizalde, puis il revient à New York où il enregistre avec son frère Adrian et travaille avec Bert Lown, The California Ramblers, Paul Whiteman et George Olsen,.
En 1934, Arthur intègre l'orchestre de Benny Goodman, où il reste jusqu'en 1939, contribuant au grand succès de Goodman,,..
En janvier 1939, Arthur Rollini est élu meilleur saxophone ténor par le Metronome magazine.
Après avoir quitté Goodman, Arthur fait partie des orchestres de Richard Himber (1940-1941) et du tromboniste Will Bradley (1941-1942),.
Le 10 mai 1943, Arthur est engagé par Frank Vagnoni pour devenir un membre du staff musical du groupe NBC, où il restera 14 ans.
Par la suite, Arthur Rollini ne joue plus guère de jazz, à part une session d'enregistrement avec le tromboniste Brad Gowans en 1946,,.
En 1987, il publie son autobiographie, Thirty Years with the Big Bands, qui est très bien cotée,.